# Boisroger
Boisroger település Franciaországban, Manche megyében. Lakosainak száma 254 fő (2018. január 1.). Boisroger Montsurvent, Blainville-sur-Mer, Brainville, Geffosses, Gouville-sur-Mer, Gratot és Servigny községekkel határos.

## Népesség
A település népességének változása:
| Lakosok száma | 266  | 193  | 149  | 145  | 153  | 176  | 200  | 229  | 249  | 254  |
|               | 1962 | 1968 | 1982 | 1990 | 1999 | 2008 | 2011 | 2013 | 2017 | 2018 |